# Sins, Muri
Sins là một đô thị trong huyện Muri thuộc bang Aargau ở Thụy Sĩ.